# Lica

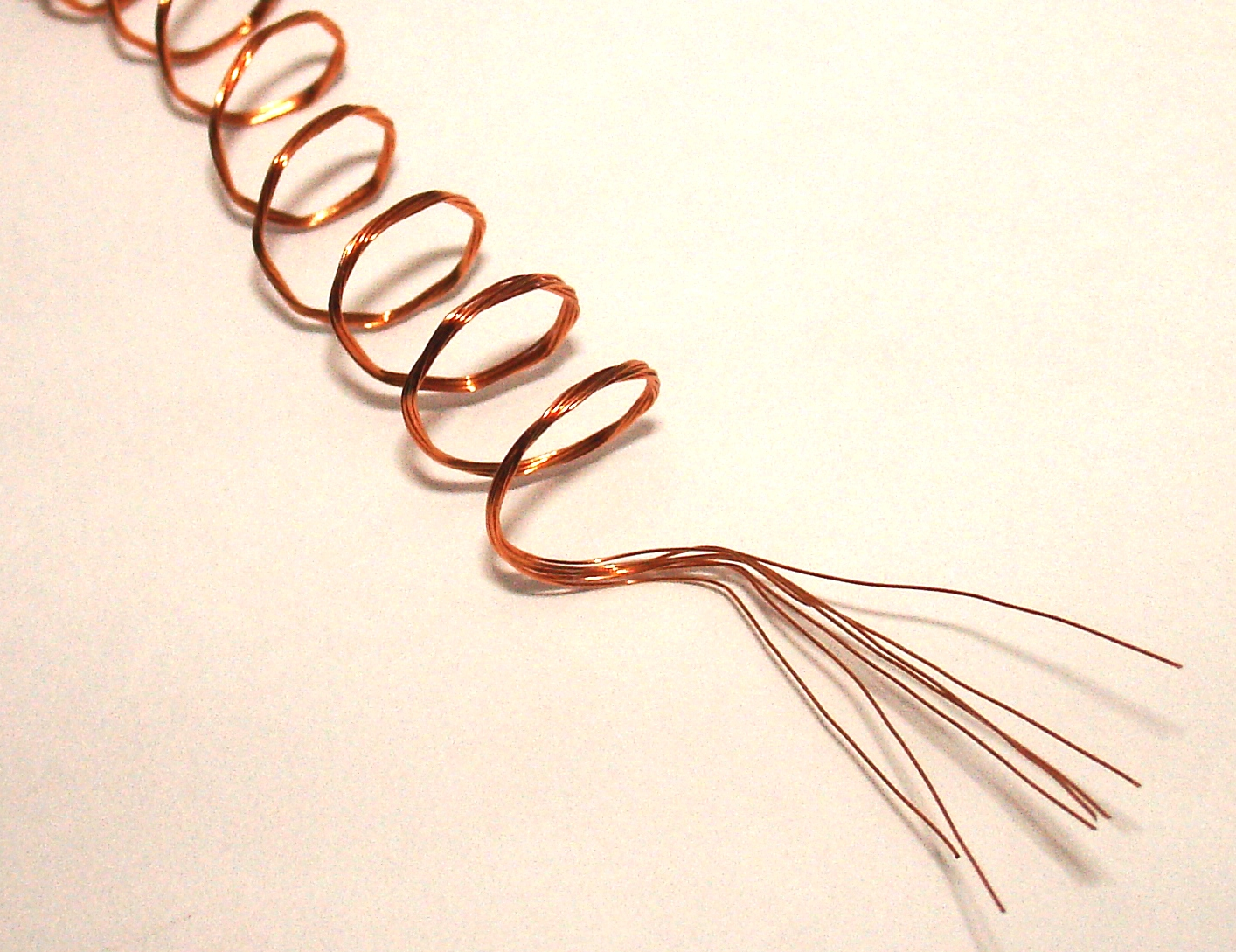
Lica wykonana z 7 cieńszych przewodów

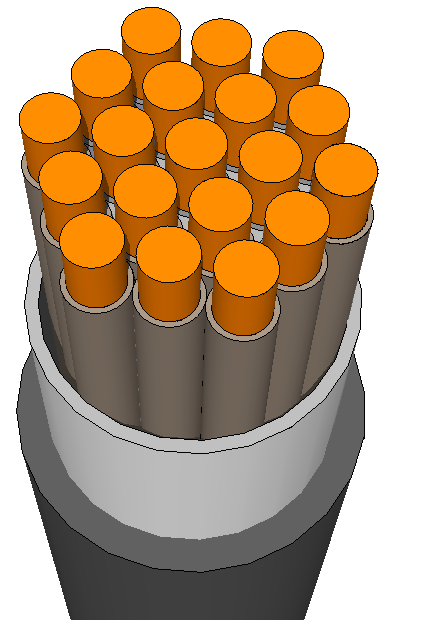
Lica składa się z wielu cienkich przewodów odizolowanych od siebie elektrycznie

Lica lub przewód licowy – przewód elektryczny wykonany jako skrętka z wielu cienkich przewodów odizolowanych od siebie elektrycznie.
Nazwa pochodzi od niemieckiego słowa die Litze oznaczającego przewód typu linka, natomiast lica to po niemiecku die Hochfrequenzlitze.
Grubość poszczególnych nitek przewodów jest dobrana tak, aby zmniejszyć efekt naskórkowości, który spowodowałby zbyt duży wzrost pozornej wartości rezystancji dla jednolitego przewodu o podobnym przekroju.
Użycie przewodu licowego pozwala na zwiększenie sprawności przesyłania energii oraz zmniejszenie strat wydzielanych na rezystancji przewodu.
Jeśli wymagane jest przesłanie prądu o dużym natężeniu wymaga to splecenia wielu nitek przewodów. W takim przypadku stosuje się sploty wielokrotnie – splata się razem kilka nitek aby uzyskać grubszy przewód, potem takie przewody splata się razem itd. Powoduje to osiągnięcie lepszej równomierności rozkładu prądu w całym przekroju przewodu głównego, a tym samym zwiększenie wydajności przesyłu prądu.
W licy poszczególne nitki przewodu mogą być odizolowane za pomocą emalii, oplotu bawełnianego itd. W zwykłych giętkich przewodach poszczególne druty stanowią również część tej samej żyły przewodu, ale nie są od siebie odizolowane elektrycznie.
Licę wykorzystuje się w obwodach elektronicznych wielkiej częstotliwości, np. do nawijania cewek koszykowych.